# Primera divisió espanyola de futbol 1939-1940
La temporada 1939-40 de La Liga, fou la 9a edició de la Primera divisió espanyola de futbol.

## Equips participants
| Club                | Ciutat    | Estadi           |
| ------------------- | --------- | ---------------- |
| Athletic Aviación   | Madrid    | Chamartín        |
| Athletic Club       | Bilbao    | San Mamés        |
| FC Barcelona        | Barcelona | Les Corts        |
| Reial Betis         | Sevilla   | Patronato Obrero |
| Celta de Vigo       | Vigo      | Balaídos         |
| RCD Espanyol        | Barcelona | Sarrià           |
| Hèrcules CF         | Alacant   | Bardín           |
| Madrid              | Madrid    | Chamartín        |
| Racing de Santander | Santander | El Sardinero     |
| Sevilla FC          | Sevilla   | Nervión          |
| València CF         | València  | Mestalla         |
| Reial Saragossa     | Saragossa | Torrero          |

## Classificació final
| Pos | Equip                   | PJ | PG | PE | PP | GF | GC | DG  | Pts | Promoció o descens |
| --- | ----------------------- | -- | -- | -- | -- | -- | -- | --- | --- | ------------------ |
| 1   | Athletic Aviación (C)   | 22 | 14 | 1  | 7  | 43 | 29 | +14 | 29  | Campió             |
| 2   | Sevilla FC              | 22 | 11 | 6  | 5  | 60 | 44 | +16 | 28  |                    |
| 3   | Athletic Club           | 22 | 11 | 4  | 7  | 57 | 44 | +13 | 26  |                    |
| 4   | Madrid                  | 22 | 12 | 1  | 9  | 47 | 35 | +12 | 25  |                    |
| 5   | RCD Espanyol            | 22 | 11 | 2  | 9  | 43 | 43 | 0   | 24  |                    |
| 6   | Hèrcules CF             | 22 | 9  | 5  | 8  | 41 | 34 | +7  | 23  |                    |
| 7   | Reial Saragossa         | 22 | 7  | 7  | 8  | 30 | 40 | −10 | 21  |                    |
| 8   | València CF             | 22 | 9  | 3  | 10 | 40 | 36 | +4  | 21  |                    |
| 9   | FC Barcelona            | 22 | 8  | 3  | 11 | 32 | 38 | −6  | 19  |                    |
| 10  | Celta de Vigo (O)       | 22 | 9  | 1  | 12 | 45 | 50 | −5  | 19  | Promoció           |
| 11  | Reial Betis (R)         | 22 | 6  | 4  | 12 | 26 | 51 | −25 | 16  | Descens            |
| 12  | Racing de Santander (R) | 22 | 6  | 1  | 15 | 37 | 57 | −20 | 13  | Descens            |

## Resultats
| Casa \ Fora         | AAV | ATH | BAR | BET | CEL | ESP | HER | MAD | RAC | SEV | VAL | ZAR |
| ------------------- | --- | --- | --- | --- | --- | --- | --- | --- | --- | --- | --- | --- |
| Athletic Aviación   | —   | 3–1 | 3–0 | 0–0 | 4–1 | 2–0 | 2–1 | 2–1 | 2–1 | 4–2 | 2–0 | 5–1 |
| Athletic Club       | 1–3 | —   | 7–5 | 6–1 | 4–1 | 4–0 | 4–1 | 3–1 | 3–2 | 3–4 | 1–2 | 1–1 |
| FC Barcelona        | 1–2 | 0–2 | —   | 2–0 | 2–0 | 0–1 | 0–0 | 0–0 | 3–1 | 1–2 | 4–1 | 2–1 |
| Reial Betis         | 1–2 | 0–0 | 3–0 | —   | 2–0 | 2–0 | 4–3 | 0–4 | 2–1 | 3–2 | 0–3 | 0–0 |
| Celta de Vigo       | 1–0 | 2–4 | 1–2 | 4–2 | —   | 2–0 | 4–0 | 2–3 | 5–1 | 3–3 | 2–1 | 5–1 |
| RCD Espanyol        | 2–0 | 3–4 | 1–1 | 5–0 | 4–1 | —   | 3–3 | 5–4 | 3–1 | 2–1 | 2–3 | 2–0 |
| Hèrcules CF         | 4–1 | 1–0 | 1–2 | 3–0 | 6–1 | 1–2 | —   | 0–2 | 3–1 | 3–3 | 2–1 | 5–1 |
| Madrid              | 2–0 | 4–1 | 2–1 | 3–0 | 2–1 | 3–1 | 0–1 | —   | 3–2 | 1–3 | 2–1 | 5–1 |
| Racing de Santander | 0–2 | 3–0 | 2–3 | 4–2 | 6–2 | 2–3 | 0–1 | 2–1 | —   | 3–3 | 2–1 | 1–0 |
| Sevilla FC          | 4–1 | 3–3 | 2–1 | 4–3 | 1–4 | 4–0 | 1–1 | 3–2 | 8–2 | —   | 4–2 | 3–0 |
| València CF         | 1–0 | 3–4 | 3–1 | 4–0 | 1–1 | 1–3 | 2–1 | 3–1 | 4–0 | 2–2 | —   | 0–0 |
| Reial Saragossa     | 4–3 | 1–1 | 3–1 | 1–1 | 3–2 | 4–1 | 0–0 | 3–1 | 3–0 | 1–1 | 1–0 | —   |

### Promoció
| Equip 1       | Marcador | Equip 2             |
| ------------- | -------- | ------------------- |
| Celta de Vigo | 1–0      | Deportivo La Coruña |

### Resultats finals
- Campió de la Lliga: Athletic Aviación
- Descensos: Reial Betis, Racing de Santander
- Ascensos: Reial Múrcia, Real Oviedo

## Màxims golejadors
| Posició | Jugador             | Equip            | Gols |
| ------- | ------------------- | ---------------- | ---- |
| 1       | Victorio Unamuno    | Athletic Club    | 20   |
| 2       | Raimundo Blanco     | Sevilla FC       | 18   |
| 3       | José Vilanova       | Hèrcules CF      | 17   |
| 4       | Campanal I          | Sevilla          | 16   |
| 5       | Guillermo Gorostiza | Athletic Club    | 14   |
| 5       | Agustín             | Celta de Vigo    | 14   |
| 5       | Antonio Chas        | Racing Santander | 14   |
| 5       | Mundo               | València CF      | 14   |
| 9       | Manuel Alday        | Real Madrid      | 13   |
| 10      | Simón Lecue         | Real Madrid      | 12   |

## Porter menys golejat
| Posició | Jugador                 | Equip             | Gols                  |
| ------- | ----------------------- | ----------------- | --------------------- |
| 1       | Fernando Tabales Prieto | Athletic Aviación | 19 gols en 21 partits |